# Aedes communis
Aedes communis é um espécie de mosquito do género Aedes, pertencente à família Culicidae.